# Список полков и корпусов армии Шри-Ланки
Это список полков и корпусов сухопутных войск (армии) Шри-Ланки.

## Бронетанковые войска
В бронетанковых войсках:
- Бронетанковый корпус Шри-Ланки

## Пехота

### Регулярная армия
В регулярной армии:
- Лёгкая пехота Шри-Ланки
- Полк Синха Шри-Ланки
- Джемуну Вотч
- Полк Гаджаба
- Пехотный полк Вийаябаху
- Полк механизированной пехоты
- Президентская гвардия

### Резервные части
- Стрелковый корпус Шри-Ланки
- Национальная гвардия Шри-Ланки

## Специальные силы
- Полк коммандос
- Полк специальных сил

## Части боевого и тылового обеспечения

### Части боевого обеспечения
- Артиллерия Шри-Ланки
- Инженеры Шри-Ланки
- Корпус связи Шри-Ланки

### Части тылового обеспечения
- Корпус военной разведки
- Полк инженеров-строителей
- Корпус поддержки армии Шри-Ланки
- Медицинский корпус армии Шри-Ланки
- Корпус боеприпасов армии Шри-Ланки
- Инженеры-электрики и механики Шри-Ланки
- Корпус военной полиции Шри-Ланки
- Корпус общих работ армии Шри-Ланки
- Женский корпус армии Шри-Ланки
- Корпус пионеров армии Шри-Ланки

## Расформированные части
- Цейлонский стрелковый полк
- Цейлонские конные стрелки
- Цейлонский плантаторский стрелковый корпус
- Городская гвардия Коломбо
- Стрелки Раджарата
- Полк Рухуну
- Национальный корпус обеспечения
- Полк почтовой и телеграфной связи
- Корпус железнодорожных инженеров Цейлона